# Reykjavíkurborg
Reykjavíkurborg is een gemeente in het zuidwesten van IJsland in de regio Höfuðborgarsvæðið. De gemeente beslaat een oppervlakte van 274,5 km² en heeft 116.446 inwoners (in 2006). Reykjavik, de hoofdstad en tevens grootste stad van IJsland, ligt in deze gemeente.
Reykjavíkurborg · Kópavogsbær · Seltjarnarnesbær · Garðabær · Hafnarfjarðarkaupstaður · Álftanes · Mosfellsbær · Kjósarhreppur